# Sultine

Beispiel eines Sultins:
1,2λ^{4}-Oxathiolan-2-on (PIN),
1,2-Oxathiolan-2-oxid,
Propan-1,3-sultin bzw.
γ-Propylsultin.

Sultine sind eine Klasse chemischer Verbindungen mit organisch gebundenem, vierwertigem Schwefel und Sauerstoff, die als zyklische Ester einer Sulfinsäure aufgefasst werden können. Sie enthalten das Ringglied –S(=O)–O–.
Die Bezeichnung Sultin hat ihren Ursprung in der Bezeichnung Sulton, wobei aufgrund der Sulfinatgruppe im Gegensatz zur Sulfonatgruppe das „o“ durch ein „i“ ersetzt ist.
Sultine werden jedoch selten als solche bezeichnet, meist findet das – nach den Chemikern Arthur Hantzsch und Oskar Widman benannte – Hantzsch-Widman-System für Heterocyclen Anwendung, demzufolge sie als 1,2‑Oxathiolan-2-oxide bezeichnet werden.

## Darstellung

### Ringbildung
Für die Darstellung gibt es eine Fülle an verschiedenen Syntheserouten. 1,2-Oxathiolan-2-oxide können zum Beispiel über Chlorierung von 1,3-Thioalkoholen mit dem in Klammern gesetzten Zwischenprodukt oder über Behandlung mit NCS oder NBS von ähnlichen Edukten synthetisiert werden. Dies muss unter salzsauren Bedingungen erfolgen. Auch simple Oxidation des 1,3-Thioalkohols mit Natriumperiodat führt zum gewünschten Produkt.
Interessant ist die Darstellung über eine Ringerweiterung von Cyclopropanen mittels Schwefeloxiden. Beispiele sind die Reaktionen von Arylcyclopropanen mit Schwefeldioxid und TFA, welche zwei Regioisomere liefert:

### Fragmentierungen
Ausgehend von 1,2-Oxathiolan-2-oxiden sind spezifische Substitutionen mit Br2 oder PCl3 möglich:
1,2-Oxathiolan-2-oxide sind für die Synthese von α,β-ungesättigten Carbonylverbindungen wie Zimtaldehyd von Interesse, da sie unter Erhitzen Schwefelmonoxid eliminieren, was zur Ringöffnung führt.
Zweifach S-oxidierte 1,2-Oxathiolan-5-one fragmentieren analog in Schwefeldioxid und das entsprechende α,β-ungesättigte Carbonyl.